# 케니르호
케니르호 (말레이: Tasik Kenyir; 자위: تاسيق كڽير)는 말레이시아 트렝가누주 훌루 트렝가누군에 위치한 인공 호수로, 판타이 티무르 산맥 깊숙이 자리하고 있다. 이 호수는 1985년 트렝가누강의 상류인 케니르강에 케니르 댐이 건설되면서 형성되었다. 이 호수는 인근의 술탄 마흐무드 발전소에 물을 공급한다. 260,000 헥타르의 면적으로 인도차이나반도에서 가장 큰 인공 호수이다.

## 동식물

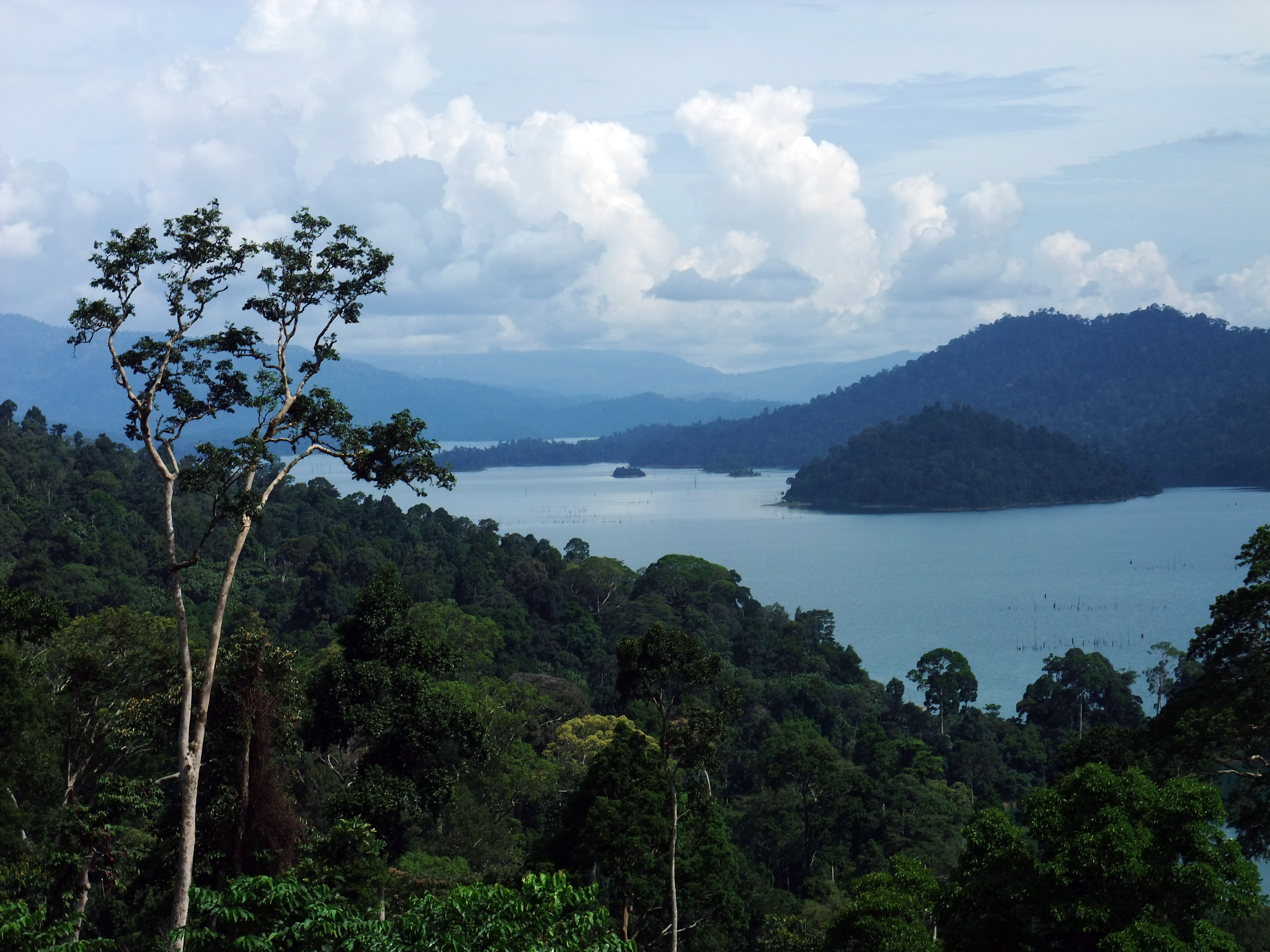
주변 정글이 있는 케니르호

케니르호에는 수많은 종류의 민물고기와 이국적인 야생동물이 서식하고 있다. 38,000 헥타르의 유역 면적을 가진 이 호수는 자연적으로 민물고기의 안식처이다. 최근 연구에 따르면 이 호수에는 약 300종의 민물고기가 서식하고 있는 것으로 밝혀졌다. 호수 주변에 있는 죽은 나무들은 이 물고기들에게 완벽한 번식지를 제공한다. 죽은 나무와 가지에 자라는 조류는 물고기의 주요 생계 수단이다. 어업국에서 실시한 연구와 관찰에 따르면, 큰 람팜 순가이(바르보이데스), 켈라(말레이 마히시어 또는 토르 탐브로이데스), 토만(가물치과), 타파(왈라고니아 레리), 카완(친화적인 잉어과), 칼루이(자이언트 구라미), 켈리사(그린 아로와나)와 같은 종들이 물속과 죽은 나무 주변에서 발견된다.
케니르호 주변의 정글은 아시아코끼리와 말레이호랑이와 같은 일부 멸종 위기종의 서식지이다.

## 관광
저수지이지만, 이 지역은 생태관광을 위해 성공적으로 개발되었으며, 해안에는 많은 리조트가 있다. 낚시는 물론 정글 트레킹, 폭포, 동굴도 인기 있다.
현지인에 따르면, 낚시하기 가장 좋은 시기는 수위가 낮은 8월이다.
정글 트레킹의 인기 있는 장소는 펭칼란 가위, 타만 느가라의 트렝가누 지역에 있는 베와, 사옥, 라시르, 템밧, 라윗 강변이다. 카누, 보트, 급류 래프팅 및 급류 타기는 이곳에서 즐길 수 있는 많은 수상 스포츠 중 일부이다.